# Rosario Cancellieri
Rosario Cancellieri (Vittoria, Sicilia, 25 de noviembre de 1825 - Vittoria, 11 de enero de 1896) fue 
senador del Reino de Italia por la XVII legislatura.

## Menciones históricas
Cancellieri se graduó en derecho de la Universidad de Catania y luego se convirtió en abogado.

## Honores
Comendador de l'Orden de la Corona de Italia.
Caballero de l'Orden de los Santos Mauricio y Lázaro.